# I. Karomama
I. Karomama vagy Karoma ókori egyiptomi királyné volt a XXII. dinasztia idején; II. Oszorkon felesége.
Nagy valószínűséggel I. Takelot fáraó lánya volt. II. Oszorkon három ismert feleségének egyike; a másik kettő Iszetemheb és Dzsedmuteszanh. Karomama a dinasztia legjobban ismert királynéja, mert férje számos épületet emeltetett; a bubasztiszi templomban a fáraó szed-ünnepe alkalmából készült hatalmas, vörös gránit kapuján, melynek mára csak egyes kőtömbjei maradtak meg, a királynét három lánya kíséri. Karomamát említik fia, Sesonk főpap memphiszi sírjában is.

## Gyermekei
Karomamának két fia és három lánya ismert.
- Sesonk herceg Ptah főpapja volt Memphiszben.
- Hórnaht herceg Ámon főpapja volt Taniszban. Gyermekként halt meg, apja taniszi sírjába temették.[4]
- Tasaheper hercegnő talán Ámon isteni felesége volt III. Takelot uralkodása idején, amikor a karnaki Honszu-templomban említenek egy ilyen nevű papnőt.[5]
- Karomama hercegnő, talán azonos Ámon isteni feleségével, Karomama Meritmuttal.
- [Ta?]iirmer hercegnő.

## Címei
Örökös hercegnő (ỉrỉỉ.t-pˁt), Nagy kegyben álló (wr.t-ḥzwt), A Két Föld úrnője (nb.t-t3.wỉ), 
A király felesége (ḥm.t-nỉswt), A király leánya (z3.t-nỉswt), A király nagy leánya (z3.t-nỉswt wr.t).

## Külső hivatkozások
- Page dedicated to Osorkon II with material on Queen Karomama I, including a photograph of a relief